# Ред Лайонс (футбольний клуб, Балака)
Ред Лайонс (англ. Red Lions Football Club) — свазілендський футбольний клуб, який базується у місті Балака.

## Історія
Футбольний клуб «Ред Лайонс» було засновано в місті Балака в провінції Лубомбо Бусі М. Масеко, яка також відома як «Залізна леді». В сезоні 2012/13 років клуб дуже невдало дебютував у Прем'єр-лізі, оскільки посів останнє 12-те місце та вилетів до Першого дивізіону. Але вже через сезон клуб знову повернувся до Прем'єр-ліги та продемонстрував найкращий на сьогодні результат в цьому турнірі, посів високе 7-ме місце. Наступний сезон команда провела дещо гірше та посіла 9-те місце.